# Aspiromitus gemmulosus
Aspiromitus gemmulosus là một loài rêu trong họ Anthocerotaceae. Loài này được S. Hatt. mô tả khoa học đầu tiên năm 1947. Danh pháp khoa học của loài này chưa được làm sáng tỏ. 